# Melitta Sundström

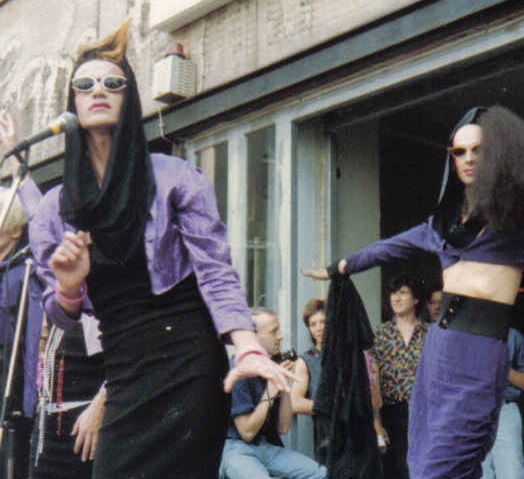
Melitta Sundström singt bei der Modenschau von BeV StroganoV vor dem Café Swing am Nollendorfplatz, Berlin 1987

Melitta Sundström (* 31. Oktober 1963; † 8. September 1993 in Berlin; bürgerlich Thomas Gerards, weiteres Pseudonym auch Hanne Fisch) war ein deutscher Unterhaltungskünstler.

## Leben

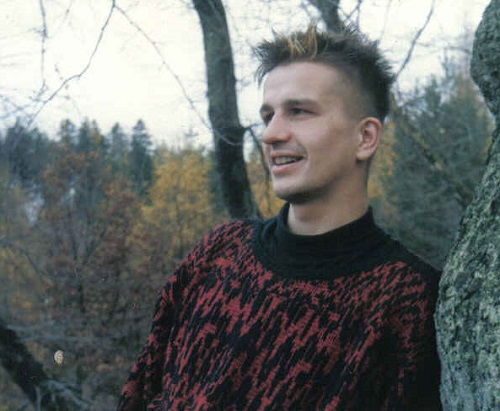
Melitta Sundström bei Proben im Waldschlößchen zum Theaterstück „Die Schönheit“, 1987

Thomas Gerards stammte aus Bad Kreuznach und machte sich in Berlin einen Namen als Soulsänger und Tunte. Gemeinsam mit Melitta Poppe, Chou-Chou de Briquette und BeV StroganoV trat er als Melitta Sundström in den Szene-Lokalitäten Berlins, zum Beispiel im SchwuZ, Café Graefe ((ehemals) Graefestr. 18) und in der Theatergruppe Ladies Neid auf.
In der Berliner Schwulenzeitschrift Siegessäule schrieb er unter dem Pseudonym Hanne Fisch mehrere Jahre lang für verschiedene Rubriken. Ab 1990 machte er als Sundström mit seinen Soloprogrammen Mein Kampf – Krämpfe einer Damendarstellerin und Ein Leben im Liegen (u. a. BKA-Theater, Berlin und Schmidt-Theater HH) von sich reden. Er selbst bezeichnete sich oftmals als „Soul-Tunte“.
In dem Theaterstück „Die Schönheit“ von Ronald M. Schernikau spielte er ausnahmsweise die männliche Hauptrolle (SchwuZ, Berlin 1987).
Gerards war mit HIV infiziert und thematisierte dies auch immer wieder in seinen Auftritten und Liedern als Melitta Sundström. Nur wenige Tage vor seinem Tod präsentierte er noch seine CD Sundström. Am 8. September 1993 erlag Thomas Gerards den Folgen der Immunschwächekrankheit AIDS.
Er ist in Meisenheim (Glan) in Rheinland-Pfalz begraben.

## Veröffentlichungen
- 1988 – Melitta Sundström, EP
- 1993 – Sundström, CD

## Filmografie
- 1988 – Bon Appetit, Teufelsberg Produktion, Regie: Ades Zabel
- 1990 – Feuer unterm Arsch, Regie: Rosa von Praunheim

## Gedenken

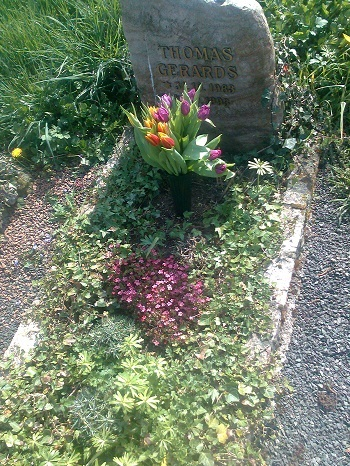
Melitta Sundström/Thomas Gerards, Grab 2014

Schild des Cafés Melitta Sundström, Mehringdamm 61 in Berlin, 2017

Im März 2013 brachte die SPD-Fraktion im Bezirk Tempelhof-Schöneberg einen Antrag in die Bezirksverordnetenversammlung ein, nach dem die Grünanlage an der Ecke Eisenacher Straße und Fuggerstraße in Melitta-Sundström-Platz benannt werden sollte. Im Oktober 2016 beriet der Kulturausschuss den Antrag. Die SPD-Fraktion zog ihn jedoch zurück, weil sie befürchtete, für ihn keine Mehrheit zu erhalten. In einem Antrag der Grünen-Fraktion in der Bezirksverordnetenversammlung Friedrichshain-Kreuzberg auf eine Umbenennung mehrerer nach preußischen Generälen benannter Straßen schlug Werner Heck, der den Antrag eingebracht hatte, 2019 einen „Melitta-Sundström-Boulevard“ vor.
Der Name des Cafés Melitta Sundström am Mehringdamm 61 in Berlin-Kreuzberg erinnert an den Künstler.
Der Berliner Orden der Schwestern der Perpetuellen Indulgenz trägt zu seinen Ehren den Hausnamen „Erzmutterhaus Sankta Melitta Iuvenis“ (Melitta die Jüngere im Vergleich zu Melitta Poppe).